# Marek Ładniak
Marek Ładniak, né le 9 juin 1950, à Stargard, en Pologne, est un ancien joueur de basket-ball polonais. Il évolue au poste de pivot.

## Palmarès
- Champion de Pologne 1974, 1976